# Nigüella
Nigüella là một đô thị ở tỉnh Zaragoza, Aragon, Tây Ban Nha. Theo điều tra dân số 2004 của Viện thống kê Tây Ban Nha (INE), đô thị này có dân số là 97 người. Diện tích đô thị này là 30 ki-lô-mét vuông.Đô thị này nằm ở độ cao 480 m trên mực nước biển.